# Крамер, Патрик
Патрик Крамер (Patrick Cramer; род. 3 февраля 1969, Штутгарт, Германия) — немецкий химик и структурный биолог. Доктор (1998), профессор, с 2014 года директор Max Planck Institute for Biophysical Chemistry, прежде профессор Мюнхенского университета. Член Леопольдины (2009) и Academia Europaea (2017), иностранный член НАН США (2020).
Изучал химию в университетах Штутгарта и Гейдельберга, в последнем в 1995 году получил диплом химика, а в 1998 году там же и в EMBL в Гренобле получил докторскую степень, состоял фелло в Гренобле в 1995-98 гг. Будучи студентом проводил исследования в Великобритании в Бристольском и Кембриджском университетах. В 1999—2001 гг. постдок в Стэнфорде. С 2001 г. преподаватель биохимии Мюнхенского университета, в 2004—2014 гг. его профессор.
C 2014 года директор Max Planck Institute for Biophysical Chemistry. Член EMBO (2009). С 2016 года член редколлегии Cell.

## Награды и отличия
- Премия имени Лейбница (2006)
- Philip Morris Forschungspreis[нем.] (2007)
- Ernst Jung Prize[англ.] (2009)
- Familie-Hansen-Preis (2009)
- ERC Advanced Investigator (2010)
- Медаль Почёта, Институт Роберта Коха (2010)
- Feldberg Foundation[англ.] Prize (2011)
- Paula und Richard von Hertwig-Preis (2012)
- Arthur Burkhardt Prize (2015)
- Centenary Award британского Биохимического общества (2016)
- Ernst Schering Prize[англ.] (2019)[4]
- Otto-Warburg-Medaille[нем.] (2020)
- Научная премия Гектора[нем.] (2020)
- Louis-Jeantet Prize for Medicine[англ.] (2021)
- Премия Грегори Аминоффа (2022)
- Премия Шао (2023)

Награждён орденом «За заслуги перед ФРГ» (2012).